# Encyclopedia Universalis Mundaneum

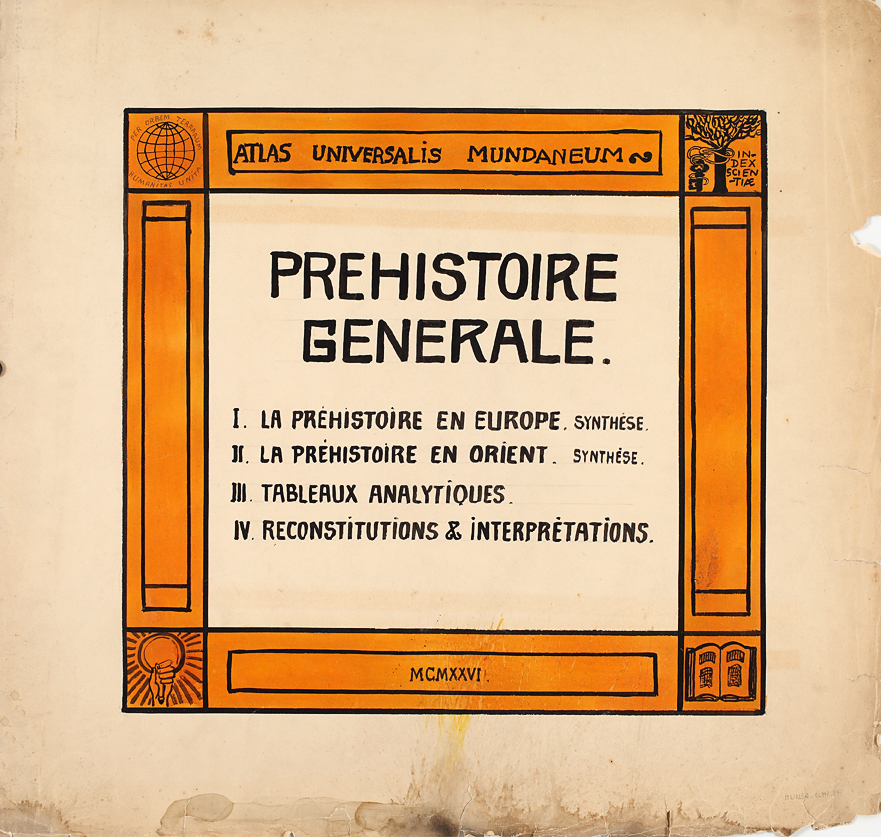
Encyclopedia Universalis Mundaneum - Atlas de la Préhistoire (1920)

L'Encyclopedia Universalis Mundaneum est une encyclopédie d’un genre nouveau sous forme de planches non reliées créée à partir de 1920 par Paul Otlet. Chaque planche présente la synthèse des données recueillies sur un sujet au départ de tous les supports de la connaissance (livres, dossiers documentaires, presse, photographie…). Considérée par son créateur comme la plus haute organisation de la documentation, celui-ci la veut standardisée, évolutive et collaborative.

## La création d'une encyclopédie standardisée, évolutive et collaborative au début duXXesiècle

### Une encyclopédie standardisée
Tout comme les fiches du Répertoire bibliographique universel, la standardisation de l’encyclopédie porte à la fois sur le format et sur la mise en page des planches. L’encyclopédie se présente sous forme de planches, standardisées dans leur format (64 cm sur 67 cm) et dans leur rédaction : divisées en 3 parties, le cadre supérieur reprend le titre et l’indice classificateur, le cadre inférieur, l’auteur et les références, le cadre central, le plus grand, présente l’information synthétisée sous forme de texte simple, de photographie ou de schémas explicatifs. Les planches d’un même sujet sont réunies dans des fardes pour former un atlas.

### Une encyclopédie évolutive
Pour Paul Otlet, l’information doit non seulement être la plus précise possible mais aussi la plus actuelle possible. La forme éditée d’une encyclopédie ne permet pas de mises à jour et de rectifications rapides. Une planche de l’Encyclopedia Universalis pouvait être retravaillée, complétée, modifiée  et remplacée rapidement, sans qu’il ne soit nécessaire de rééditer l’atlas au complet. L’Encyclopedia Universalis pouvait évoluer parallèlement aux découvertes et aux progrès dans tous les domaines. Pour exemple, la Mondothèque fait partie de l'Encyclopedia Universalis Mundaneum. 

### Une encyclopédie collaborative
Bien qu’il s’agisse d’un projet de Paul Otlet, comme pour toutes ses réalisations, celui-ci n’est pas le seul maître d’œuvre de l’Encyclopedia Universalis Mundaneum. Paul Otlet a très vite compris l’importance et la force d’un travail intellectuel en réseau. Pour l’Encyclopedia, il collabore avec des spécialistes internationaux pour rédiger le contenu des planches, et même avec des artistes pour mettre en images ce contenu afin de le rendre accessible au plus grand nombre. La diffusion des savoirs est l’une des grandes préoccupations de Paul Otlet. Il cherche une nouvelle forme de présentation de la connaissance : les dessins, les schémas et l’image sont les principaux outils utilisés. 
Il est également important pour Paul Otlet que les sources utilisées pour la rédaction des fiches soient mentionnées sur la planche ou à la fin de l’atlas. Cette mention démontrait le caractère scientifique et rigoureux de ce projet.

### Un nouveau regard sur l’œuvre de Paul Otlet
Près d'un siècle après sa conception, l'Encyclopedia Universalis Mundaneum évoque[réf. nécessaire] auprès de ses utilisateurs, un outil de connaissances participatif devenu international et créé par l'américain Jimmy Wales à la fin des années 1990 : l'encyclopédie Wikipédia.
L’Encyclopedia Universalis Mundaneum est aujourd’hui conservée au Mundaneum à Mons : des milliers de planches sont le témoin du caractère visionnaire de Paul Otlet, notamment dans le domaine de la schématique et de la visualisation des connaissances. Plusieurs scientifiques se sont penchés sur cet ouvrage dont Warden Boyd Rayward (université d'Illinois), premier biographe de Paul Otlet, Charles van den Heuvel (Huyghens Instituut, Académie royale des Pays-Bas) et Wouter Van Acker (Université de Gand).